# Charles Sheeler
Charles Sheeler (Filadélfia, 16 de julho de 1883 - 7 de maio de 1965) foi um artista americano conhecido por suas pinturas precisionistas, fotografia comercial e pelo filme de vanguarda, Manhatta, que fez em colaboração com Paul Strand. Sheeler é reconhecido como um dos primeiros a adotar o modernismo na arte dos Estados Unidos.

## Primeiros anos e carreira
Charles Rettew Sheeler Jr. nasceu na Filadélfia, Pensilvânia . Frequentou a Escola de Arte Industrial do Museu da Pensilvânia de 1900 a 1903 e depois a Academia de Belas Artes da Pensilvânia, onde estudou com William Merritt Chase . Obteve sucesso precoce como pintor e expôs na Galeria Macbeth em 1908. A maior parte de sua educação foi em desenho e outras artes aplicadas. Ele foi para a Itália com outros alunos, onde ficou intrigado com os pintores italianos da Idade Média, como Giotto e Piero della Francesca. Depois de uma viagem a Paris em 1909, Sheeler se inspirou em obras de artistas cubistas como Pablo Picasso e Georges Braque . Voltando aos Estados Unidos, Sheeler sentiu que não conseguiria ganhar a vida como pintor modernista, então começou a fotografar comercialmente, com foco em temas arquitetônicos.  Sheeler era um fotógrafo autodidata, aprendendo seu ofício com uma Kodak Brownie de cinco dólares.
No início de sua carreira, ele foi muito impactado pela morte de seu amigo Morton Livingston Schamberg durante a epidemia de gripe de 1918 . A pintura de Schamberg se concentrava fortemente em máquinas e tecnologia, um tema que apareceu com destaque no próprio trabalho de Sheeler.
Sheeler era dono de uma casa de fazenda em Doylestown, Pensilvânia, cerca de 39 mi (62,8 km) da Filadélfia, que ele compartilhou com Schamberg até a morte deste último.  Ele gostava tanto do fogão do século 19 da casa que o chamava de "companheiro" e o tornava  tema de suas fotografias. A própria casa de fazenda desempenha um papel proeminente em muitas de suas fotografias, que incluem fotos do quarto, da cozinha e da escada. A certa altura, ea foi citado como sendo seu "claustro".  Sua obra  também fez parte do evento de pintura na competição de arte nos Jogos Olímpicos de Verão de 1932 .
Em 2 de abril de 1939, Sheeler casou-se com Musya Metas Sokolova, sua segunda esposa, seis anos após a morte em 1933 da primeira esposa Katharine Baird Shaffer (casada em 7 de abril de 1921).  Em 1942, Sheeler ingressou no Metropolitan Museum of Art como pesquisador sênior em fotografia, trabalhou em um projeto em Connecticut com o fotógrafo Edward Weston e mudou-se com Musya para Irvington-on-Hudson, cerca de trinta quilômetros ao norte de Nova York. Sheeler trabalhou para o Departamento de Publicações do Metropolitan Museum de 1942 a 1945, fotografando obras de arte e objetos históricos.
Sheeler pintou em um estilo Precisionista que complementava sua fotografia e foi descrito como "quase fotográfico".

## Manhatta
Em 1920, Sheeler convidou o fotógrafo Paul Strand para colaborar em um "retrato" de Manhattan no cinema. A série de vinhetas de nove minutos em 35 mm resultante, chamada Manhatta em homenagem ao poema de Walt Whitman, Mannahatta, foi o primeiro filme de vanguarda criado na América.

## Trabalho de fotografia e cinema

### Filmes criados por Charles Sheeler
- 1921 Manhattan (com Paul Strand )]

### Trabalhos fotográficos
- 1917 Doylestown House: Stairs from Below (Metropolitan Museum of Art)
- 1927 Criss-Crossed Conveyors, River Rouge Plant, Ford Motor Company (Metropolitan Museum of Art)
- 1928 Images from Vogue and Vanity Fair

## Pinturas selecionadas

### Trabalhos iniciais

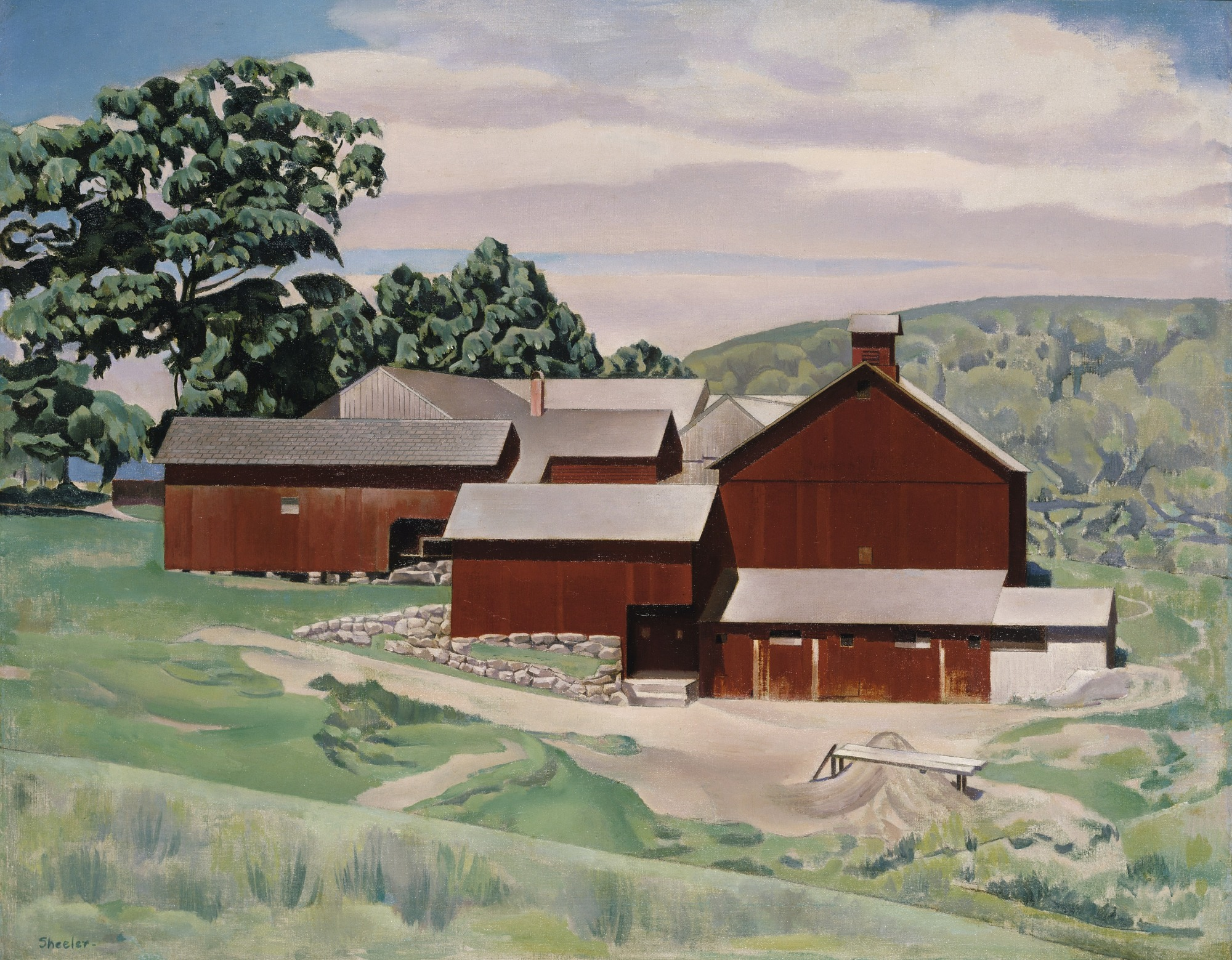
Connecticut Barns (1934), criado por Sheeler para o Public Works of Art Project

- Church Street El (1920) – The Cleveland Museum of Art, Cleveland
- Still Life (1925) – M. H. de Young Memorial Museum, San Francisco
- Lady of the Sixties (1925) – Boston Museum of Fine Arts, Boston
- Upper Deck (1928–1929) – Harvard Art Museum, Cambridge, MA
- American Landscape (1930) – Museum of Modern Art, New York City
- Americana (1931) – Metropolitan Museum of Art, New York City
- Classic Landscape (1931) – Barney A. Ebsworth collection
- View of New York (1931) – Boston Museum of Fine Arts, Boston
- Interior with Stove (1932) – National Gallery of Art, Washington, D.C.
- River Rouge Plant (1933) – Whitney Museum of American Art, New York City
- American Interior (1934) – Yale University Gallery, New Haven
- Ephrata (1934) – D'Amour Museum of Fine Arts, Springfield, MA
- City Interior (1936) – Worcester Art Museum, Worcester

### Power series
Em 1940, a revista Fortune publicou uma série de seis pinturas encomendadas a Sheeler. Para se preparar para a série, Sheeler passou um ano viajando e tirando fotos. Os editores da Fortune pretendiam “refletir a vida por meio de formas… [que] traçam o padrão firme da mente humana”, e Sheeler escolheu seis temas para atender a esse tema: uma roda d’água ( Primitive Power ), uma turbina a vapor ( Steam Turbine ), a ferrovia ( Rolling Power ), uma turbina hidrelétrica ( Suspended Power ), um avião ( Yankee Clipper ) e uma represa ( Conversation: Sky and Earth ).
- Conversation: Sky and Earth (1939) – Amon Carter Museum of American Art, Fort Worth
- Primitive Power (1939) – The Regis Collection, Minneapolis
- Rolling Power (1939) – Smith College, Northampton
- Steam Turbine (1939) – Butler Institute of American Art, Youngstown
- Poder Suspenso (1939) – Museu de Arte de Dallas, Dallas
- Yankee Clipper (1939) - Rhode Island School of Design, Providence

### trabalhos posteriores

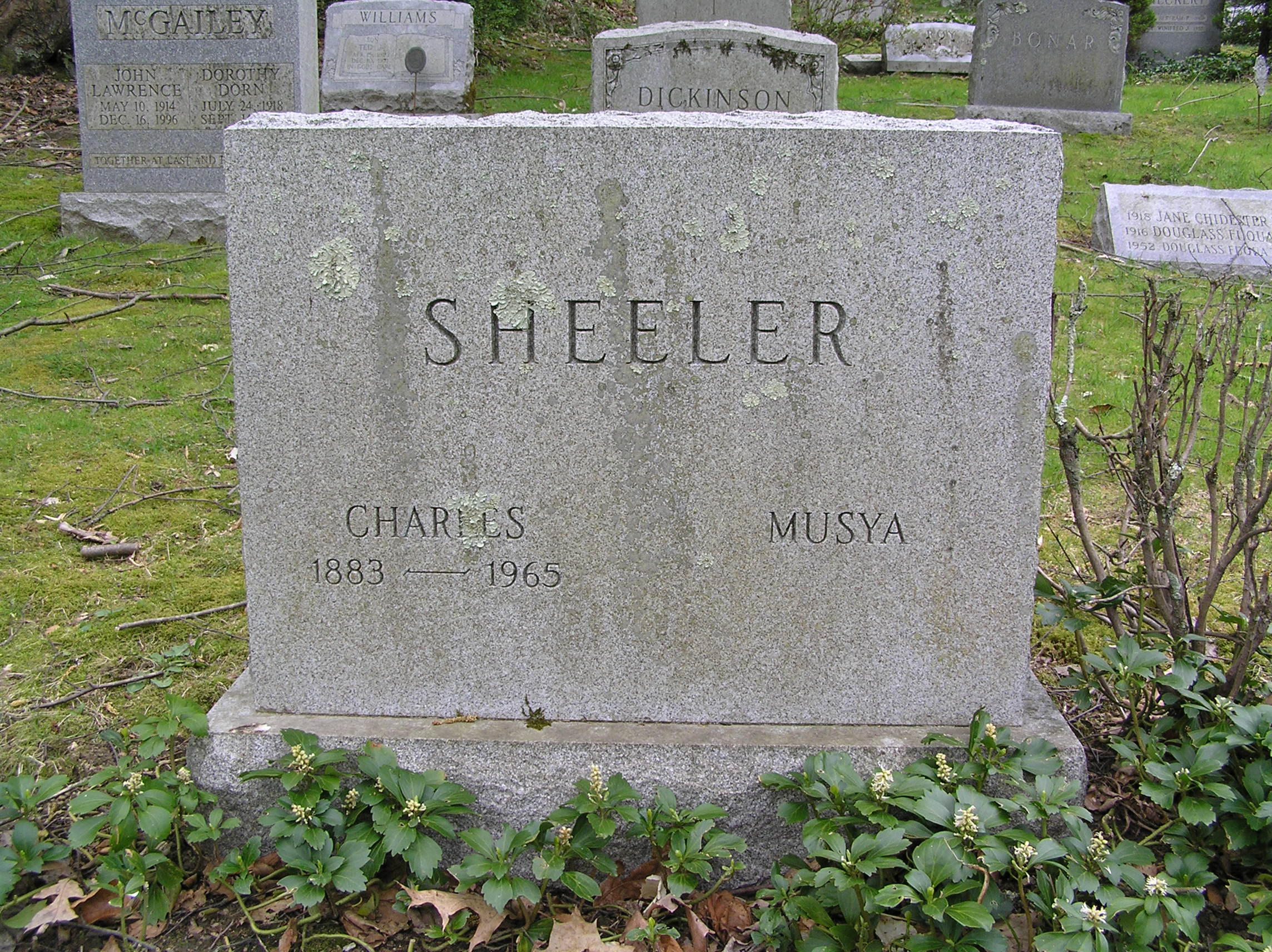
O monumento a Charles Sheeler (e Musya) no Cemitério Sleepy Hollow

- Interior (1940) – National Gallery of Art, Washington, D.C.
- Fugue (1940) – Boston Museum of Fine Arts, Boston
- Bucks County Barn (1940) – Terra Foundation for American Art, Chicago
- The Artist Looks at Nature (1943) – Art Institute of Chicago, Chicago
- Water (1945) – Metropolitan Museum of Art, New York
- Incantation (1946) – Brooklyn Museum, Brooklyn
- Amoskeag Canal (1948) – Currier Museum of Art, Manchester
- Windows (1952) – Hirschl & Adler Galleries, New York City
- Conversation Piece (1952) – Reynolda House Museum of American Art, Winston-Salem
- Aerial Gyrations (1953) – San Francisco Museum of Modern Art, San Francisco
- New England Irrelevancies (1953) – Boston Museum of Fine Arts, Boston
- Ore Into Iron (1953) – Boston Museum of Fine Arts, Boston
- Stacks in Celebration (1954) – Dayton Art Institute, Dayton
- Architectural Cadences Number 4 (1954) – Amon Carter Museum of American Art, Fort Worth
- Lunenburg (1954) – Boston Museum of Fine Arts, Boston
- Midwest (1954) – Walker Art Center, Minneapolis
- Golden Gate (1955) – Metropolitan Museum of Art, New York City
- Western Industrial (1955) – Art Institute of Chicago, Chicago
- The Web (1955) – Neuberger Museum of Art, Purchase, NY
- On a Shaker Theme (1956) – Boston Museum of Fine Arts, Boston
- Red Against White (1957) – Boston Museum of Fine Arts, Boston
- Composition Around White (1959) – Collection of Deborah and Ed Shein

## Exposições
- "Charles Sheeler: Paintings, Drawings, Photographs" – Museu de Arte Moderna, Nova York, 4 de outubro a 1º de novembro de 1939.[10]
- "Paintings by Charles Sheeler" - Dayton Art Institute, Dayton, Ohio, 2 de novembro a 2 de dezembro de 1944.[10]
- "Charles Sheeler: A Retrospective Exhibition" - Galerias de Arte, Universidade da Califórnia em Los Angeles, 11 de outubro a 7 de novembro de 1954. Excursionou de 18 de novembro a 15 de junho de 1955 no MH de Young Memorial Museum, San Francisco; Galeria de Belas Artes de San Diego ; e Fort Worth Art Center, Fort Worth, Texas; Academia de Belas Artes da Pensilvânia, Filadélfia; Munson-Williams Proctor Institute, Utica, Nova York.[10]
- "Charles Sheeler Retrospective Exhibition" – Museu de Arte de Allentown, Allentown, Pensilvânia, 17 de novembro a 31 de dezembro de 1961.[10]
- "Charles Sheeler Retrospective Exhibition" - 17 de março a 14 de abril de 1963 - State University of Iowa, Departamento de Arte.
- "Charles Sheeler" - Coleção Nacional de Belas Artes, Washington, DC, 10 de outubro a 24 de novembro de 1968. Excursionou de 10 de janeiro a 27 de abril de 1969 no Museu de Arte da Filadélfia e no Museu Whitney de Arte Americana, em Nova York.[10]
- "Charles Sheeler: Across Media" – National Gallery of Art, Washington, DC, 7 de maio a 27 de agosto de 2006. Excursionou no Art Institute of Chicago, 7 de outubro de 2006 - 7 de janeiro de 2007; e o MH de Young Memorial Museum, 10 de fevereiro a 6 de maio de 2007. 50 obras incluídas, incluindo pinturas, fotografias, trabalhos em papel e um filme.[11]
- "The Photography of Charles Sheeler" – Museu de Belas Artes, Boston . Excursionou no Metropolitan Museum of Art, Nova York, de 3 de junho a 17 de agosto de 2003; o Instituto de Artes de Detroit ; e o Museu Georgia O'Keeffe . Cerca de 100 obras, incluindo 90 fotografias.[12]
- "Charles Sheeler: Fashion, Photography, and Sculptural Form", com curadoria de Kirsten M. Jensen, Ph.D., Gerry & Marguerite Lenfest, curadora-chefe, James A. Michener Art Museum, de 18 de março a 9 de julho de 2017.

## Galeria

### Quadros

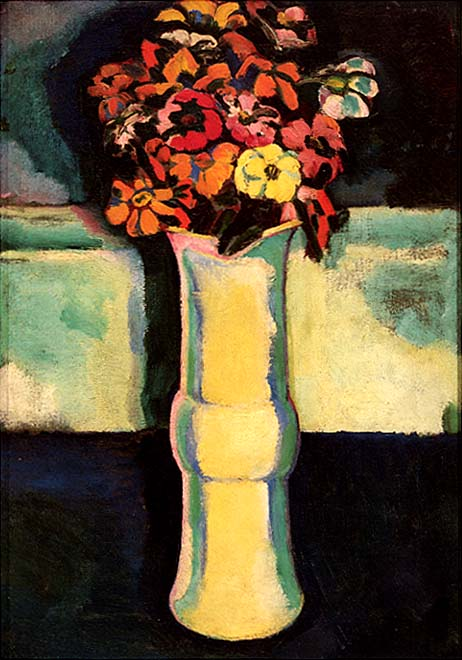
Dahlias and asters, 1912
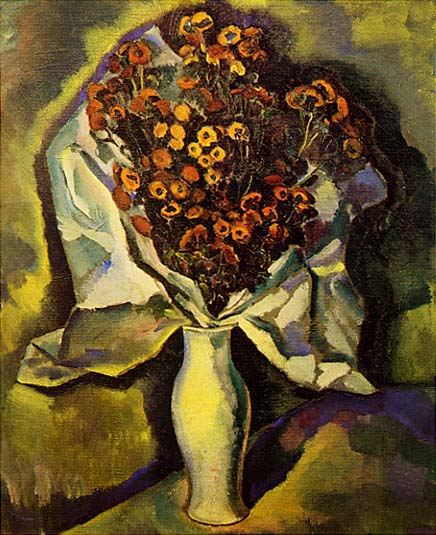
Chrysanthemums, 1912
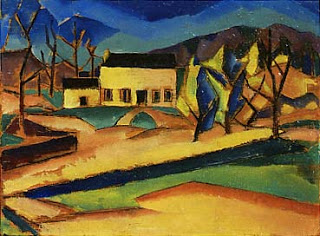
1913
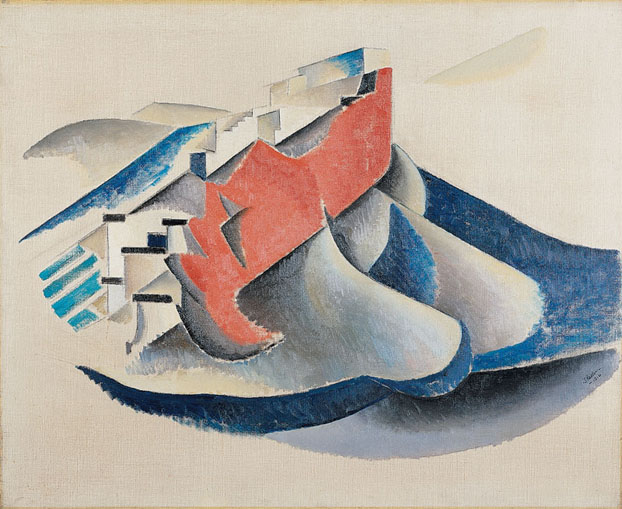
Lhasa, 1916
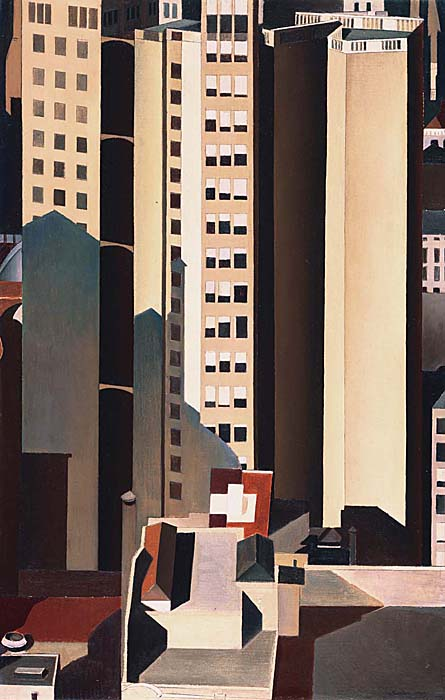
Skyscrapers , 1922
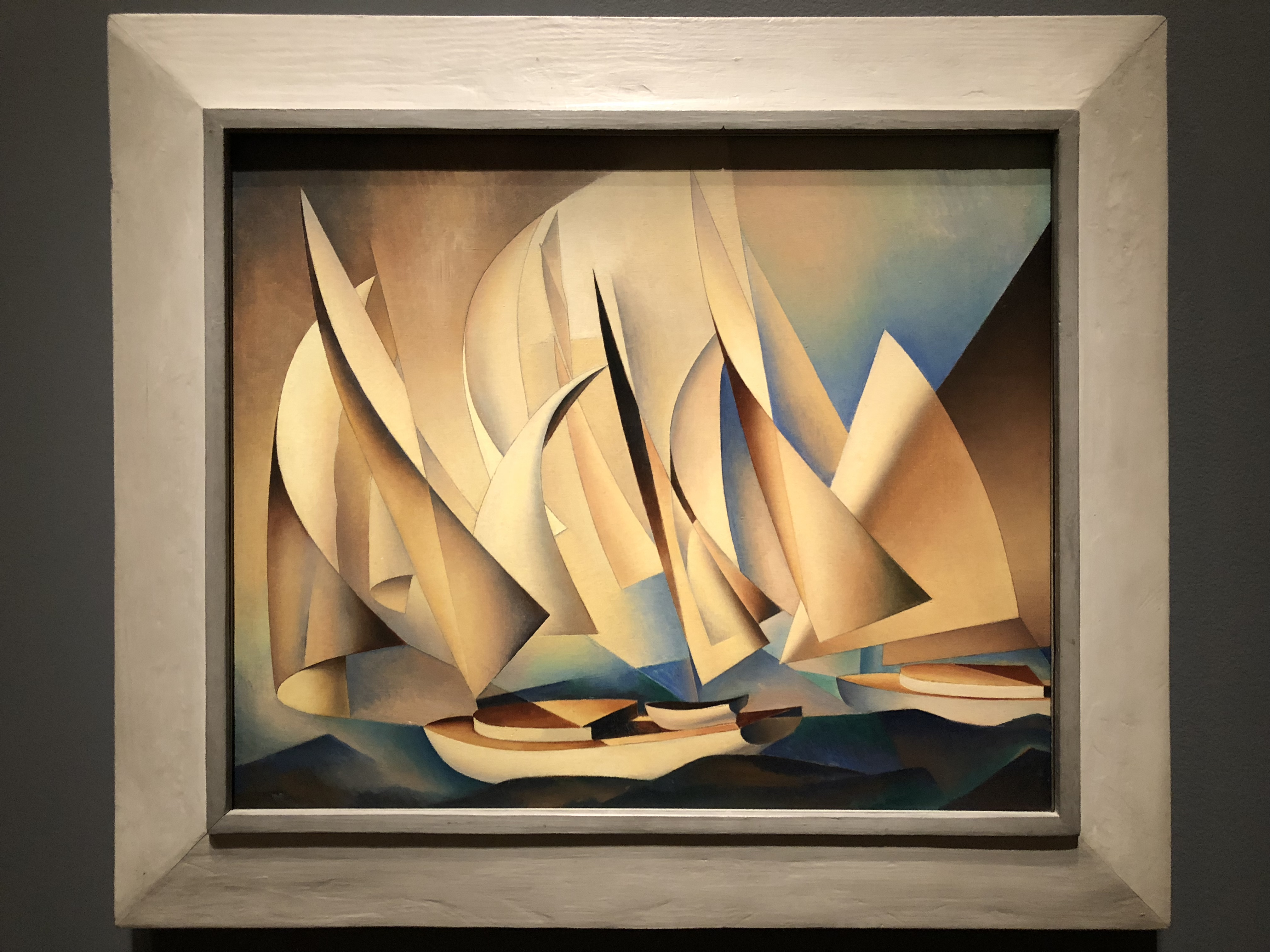
Pertaining to Yachts and Yachting, 1922
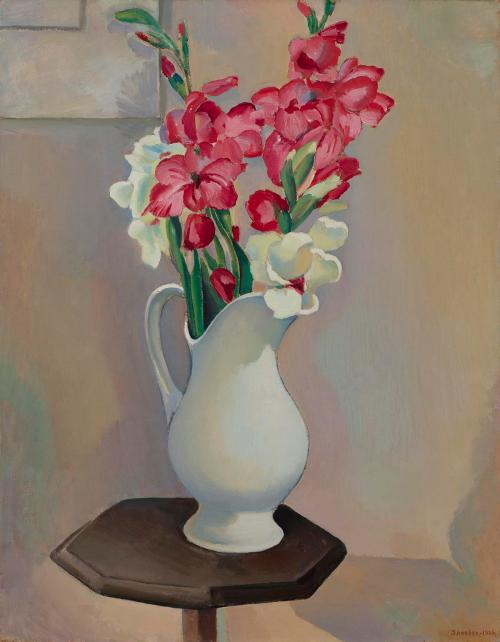
Gladioli in White Pitcher, 1926

### Fotografias

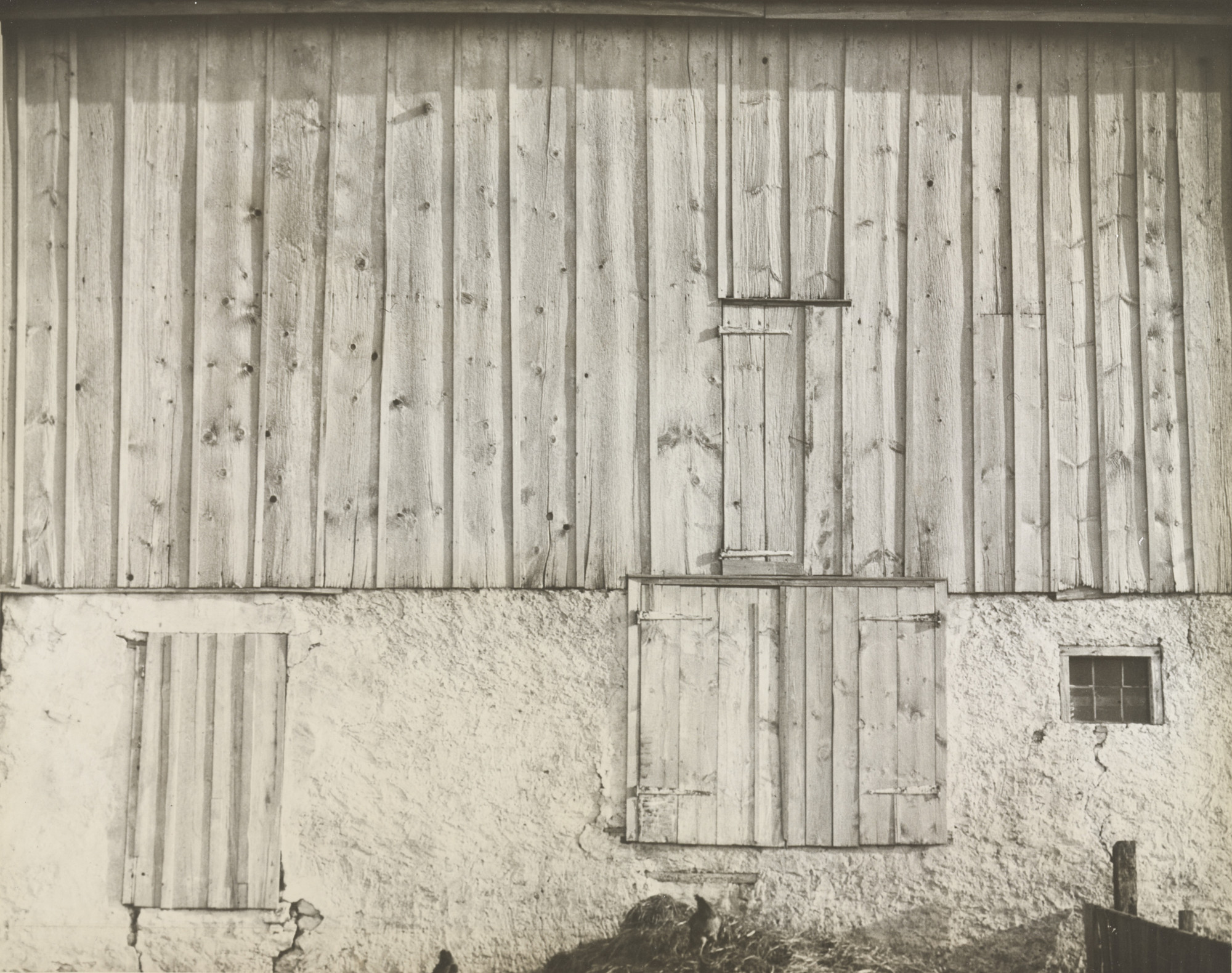
Side of White Barn, Bucks County, Pennsylvania, 1915
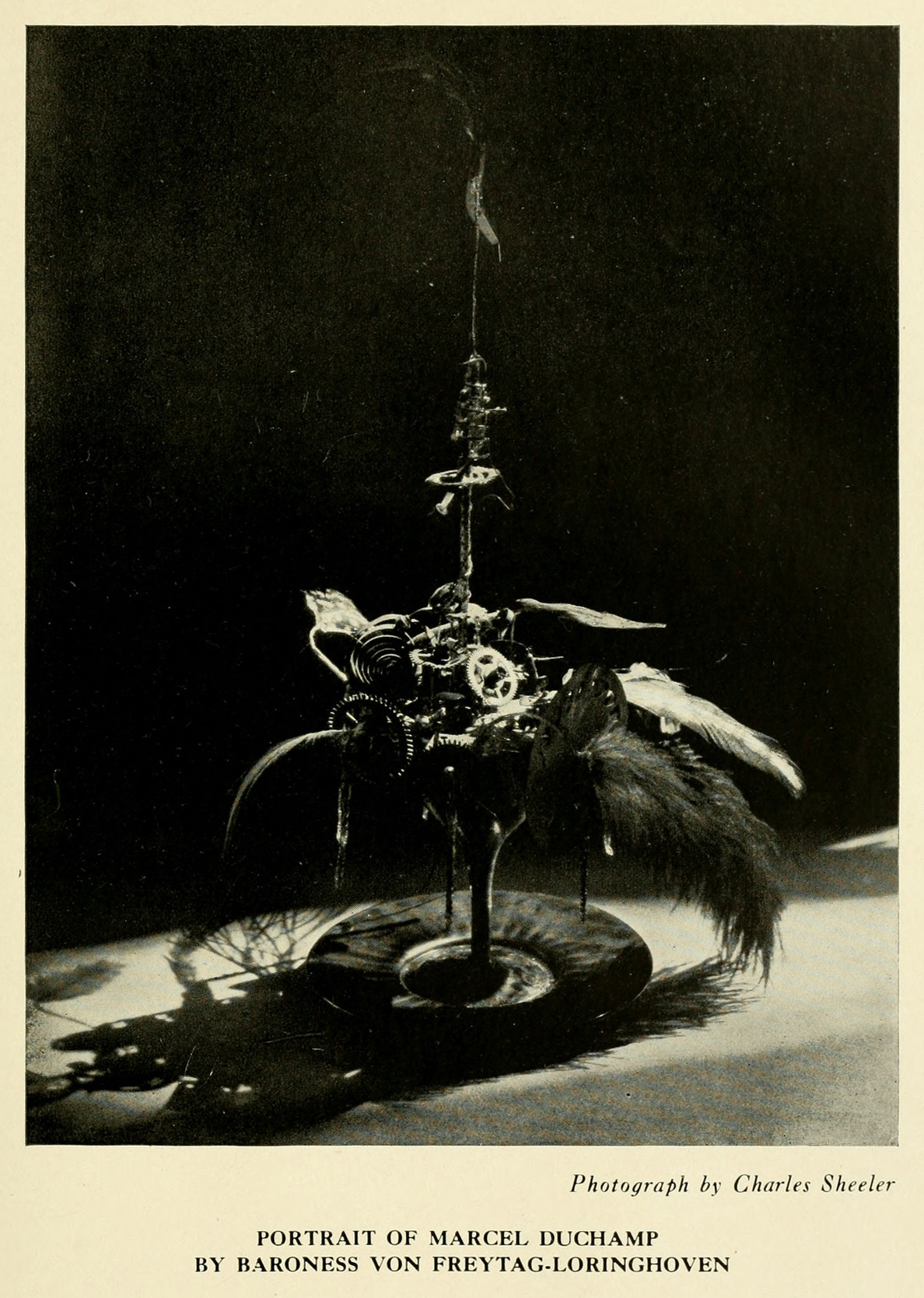
Portrait of Marcel Duchamp by Baroness Freytag-Lohringhoven, 1922
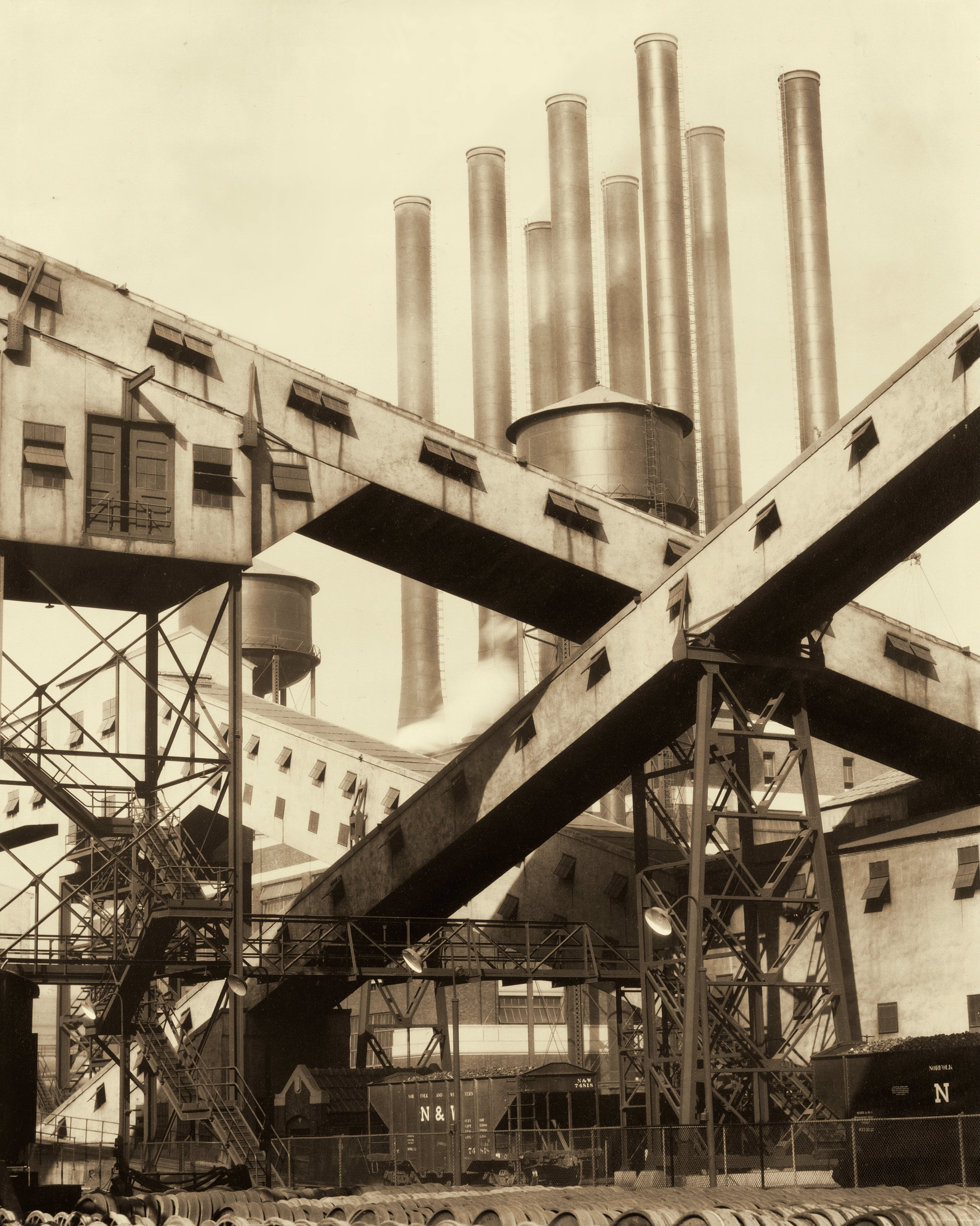
Criss-Crossed Conveyors, River Rouge Plant, Ford Motor Company, 1927